# Ariel Lassiter
Ariel Lassiter Acuña (Turrialba, 27 de septiembre de 1994) es un futbolista costarricense que juega como extremo izquierdo en el Portland Timbers de la Major League Soccer.

## Trayectoria

### GAIS Gotemburgo
En agosto de 2014 fue fichado por el GAIS Göteborg, que milita en la Superettan, segunda división de Suecia. 

### Los Angeles Galaxy
Posteriormente militó con el LA Galaxy II en la United Soccer League, con el que también ascendió al primer equipo donde se mantuvo disputando por cuatro temporadas.

### L. D. Alajuelense
Estuvo en la Primera División de Costa Rica con la L. D. Alajuelense, en tres temporadas marcó un total de 24 goles en 68 juegos. 

### Houston Dynamo
En 2020, la L.D Alajuelense cede a préstamo a Lassiter para incorporarse al Houston Dynamo de la MLS. Finalizado su préstamo, el Houston Dynamo compra a Ariel Lassiter de la Liga Deportiva Alajuelense, el dinero que recibió la L. D. Alajuelense fue marcada en la historia, ya que en ese momento la venta de Ariel Lassiter se posicionó entre una de las cinco mejores ventas de la historia. En la temporada 2021, Ariel Lassiter participó en 19 ocasiones.

### Inter de Miami
Ariel Lassiter decide irse al Inter de Miami, club que también disputa la Major League Soccer, se realizó oficial su compra el 16 de diciembre de 2021, esto con vista para la próxima temporada en 2022. En la fecha 7, Ariel Lassiter marca su primer gol con su equipo contra el club New York Red Bulls, anotó al minuto 28, finalizado el partido, el Inter de Miami logró obtener la victoria con el marcador 2-0.

### C. F. Montréal
El 12 de abril fue fichado por el C. F. Montréal por un período de un año. El 19 de abril debutó en la competición en el Campeonato Canadiense contra el Vaughan Azzurri, realizado una asistencia al minuto 36, el encuentro finalizó con la victoria 2-0.

### Chicago Fire
El 14 de agosto de 2024, se oficializó su fichaje al Chicago Fire.

### Portland Timbers
El 23 de diciembre de 2024, se oficializó su fichaje al Portland Timbers con un contrato hasta 2026.

## Selección nacional
El 22 de marzo de 2019 tuvo su debut con la selección de Costa Rica en un partido amistoso contra Guatemala, ingresó de cambio al minuto 63, para después finalizar con derrota 1-0. Cuatro días después se enfrentó ante Jamaica en un partido amistoso, Lassiter tuvo participación durante 26 minutos en la victoria 1-0. El 7 de septiembre de 2019 tuvo un fogueo contra Uruguay, en el que participó durante 30 minutos en la derrota 1-2.
El 10 de octubre de 2019, debutó en la Liga de Naciones de la Concacaf contra Haití, disputando 21 minutos en el empate 1-1. Tres días después se enfrentó ante Curazao, siendo en su primera ocasión disputando como titular durante 63 minutos en el empate 0-0.
El 1 de febrero de 2020, se enfrentó ante Estados Unidos en un partido amistoso, disputando 45 minutos en la derrota 1-0. El 13 de noviembre se enfrentó ante Catar en un partido amistoso en fechas FIFA, Lassiter disputó 45 minutos en el empate 1-1.
El 27 de marzo de 2021, se enfrentó ante Bosnia y Herzegovina en un partido amistoso, disputó 27 minutos en el empate 0-0. Tres días después se enfrentó ante México, disputando 45 minutos en la derrota 0-1.
El 3 de junio de 2021, se enfrentó ante México en semifinales de la Liga de Naciones de la Concacaf, Lassiter disputó 28 minutos en la derrota por tanda de penales 5-4. El 6 de junio se enfrentó ante Honduras por el tercer lugar de la competición, Lassiter disputó 32 minutos en el derrota 5-4 por tanda de penales, quedando en el cuarto lugar de dicha competición.
El 9 de junio de 2021, se enfrentó ante Estados Unidos en un partido amistoso en fechas FIFA, participó durante 45 minutos en la derrota 4-0.
El 12 de julio de 2021, debutó la Copa de Oro de la Concacaf 2021 contra Guadalupe, tuvo participación durante 63 minutos, al minuto 21, Lassiter realizó su primera anotación con el combinado patrio, siendo este contado como un partido no oficial para la FIFA, el encuentro finalizó con victoria 3-1. Disputó en los demás partidos en la primera fase de grupos contra Surinam (1-2), y Jamaica (1-0). Costa Rica se ubicó como líder del grupo C con nueve puntos, logrando clasificar a octavos de final, el 25 de julio de 2021 se enfrentó ante Canadá, disputando 45 minutos en la derrota 0-2, siendo eliminados de dicha competición.
El 2 de septiembre de 2021, debutó en la Clasificación para la Copa Mundial de 2022 contra Panamá, disputó 61 minutos en el empate 0-0.
El 15 de marzo de 2024, se oficializó su convocatoria para el partido del Repechaje de la Copa América 2024 contra Honduras y el amistoso contra Argentina. El 23 de marzo, se mantuvo en la suplencia contra Honduras por la victoria 3-1. Tres días después, se enfrentó contra Argentina, sumando 90 minutos en la derrota 3-1.
El 11 de junio de 2024, se oficializó su convocatoria de los 26 jugadores para la competición de la Copa América 2024. El 25 de junio, debutó contra Brasil, y disputó 90+2 minutos en el empate 0-0. El 28 de junio se enfrentó a Colombia, disputando únicamente la primera parte de partido por la derrota 3-0. El 2 de julio, no sumó minutos contra Paraguay por la victoria 2-1, cerrando la competición de la Copa América 2024 en la tercera posición de la fase de grupos.
El 28 de agosto de 2024, se oficializó su convocatoria para la Liga de Naciones de la Concacaf 2024-25 contra Guadalupe y Guatemala. El 5 de septiembre, se enfrentó contra Guadalupe, marcando la segunda anotación del compromiso al minuto 76, disputando la totalidad de minutos y finalizando por la victoria 3-0. El 9 de septiembre, repitió titularidad contra Guatemala, disputando 72 minutos por el empate 0-0.

#### Participaciones internacionales
| Evento                                  | Sede           | Resultado        | Partidos | Goles |
| --------------------------------------- | -------------- | ---------------- | -------- | ----- |
| Liga de Naciones de la Concacaf 2019-20 | Concacaf       | Cuarto lugar     | 4        | 0     |
| Copa de Oro de la Concacaf 2021         | Estados Unidos | Cuartos de final | 4        | 1     |
| Copa América 2024                       | Estados Unidos | Fase de grupos   | 2        | 0     |
| Liga de Naciones de la Concacaf 2024-25 | Concacaf       | Cuartos de final | 5        | 1     |

#### Participaciones en eliminatorias
| Eliminatoria               | Sede                             | Resultado   | Partidos | Goles |
| -------------------------- | -------------------------------- | ----------- | -------- | ----- |
| Clasificación Mundial 2022 | Catar                            | Clasificado | 1        | 0     |
| Clasificación Mundial 2026 | Estados Unidos · México · Canadá | Por definir | 2        | 0     |

## Estadísticas

### Clubes
Actualizado al último partido jugado el 16 de agosto de 2025.
| Club                                | Div.          | Temporada     | Liga  | Liga  | Liga   | Copas nacionales | Copas nacionales | Copas nacionales | Copas internacionales | Copas internacionales | Copas internacionales | Total | Total | Total  |
| Club                                | Div.          | Temporada     | Part. | Goles | Asist. | Part.            | Goles            | Asist.           | Part.                 | Goles                 | Asist.                | Part. | Goles | Asist. |
| ----------------------------------- | ------------- | ------------- | ----- | ----- | ------ | ---------------- | ---------------- | ---------------- | --------------------- | --------------------- | --------------------- | ----- | ----- | ------ |
| GAIS Gotemburgo · Suecia            |               |               |       |       |        |                  |                  |                  |                       |                       |                       |       |       |        |
| 2.ª                                 | 2013-14       | 12            | 1     | 5     | —      | —                | —                | —                | —                     | —                     | 12                    | 1     | 5     |        |
| Total club                          | Total club    | 12            | 1     | 5     | 0      | 0                | 0                | 0                | 0                     | 0                     | 12                    | 1     | 5     |        |
| LA Galaxy II Estados Unidos         |               |               |       |       |        |                  |                  |                  |                       |                       |                       |       |       |        |
| 2.ª                                 | 2015          | 24            | 15    | 1     | —      | —                | —                | —                | —                     | —                     | 24                    | 15    | 1     |        |
| 2.ª                                 | 2016          | 17            | 9     | 0     | —      | —                | —                | —                | —                     | —                     | 17                    | 9     | 0     |        |
| 2.ª                                 | 2017          | 9             | 5     | 0     | —      | —                | —                | —                | —                     | —                     | 9                     | 5     | 0     |        |
| 2.ª                                 | 2018          | 12            | 5     | 4     | —      | —                | —                | —                | —                     | —                     | 12                    | 5     | 4     |        |
| Total club                          | Total club    | 62            | 34    | 5     | 0      | 0                | 0                | 0                | 0                     | 0                     | 62                    | 34    | 5     |        |
| LA Galaxy Estados Unidos            |               |               |       |       |        |                  |                  |                  |                       |                       |                       |       |       |        |
| 1.ª                                 | 2015          | 1             | 0     | 0     | —      | —                | —                | —                | —                     | —                     | 1                     | 0     | 0     |        |
| 1.ª                                 | 2016          | 3             | 0     | 0     | —      | —                | —                | —                | —                     | —                     | 3                     | 0     | 0     |        |
| 1.ª                                 | 2017          | 14            | 1     | 0     | 3      | 2                | 0                | —                | —                     | —                     | 17                    | 3     | 0     |        |
| 1.ª                                 | 2018          | 7             | 0     | 0     | 2      | 2                | 0                | —                | —                     | —                     | 9                     | 2     | 0     |        |
| Total club                          | Total club    | 25            | 1     | 0     | 5      | 4                | 0                | 0                | 0                     | 0                     | 30                    | 5     | 0     |        |
| L. D. Alajuelense · Costa Rica      |               |               |       |       |        |                  |                  |                  |                       |                       |                       |       |       |        |
| 1.ª                                 | 2018-19       | 16            | 3     | 2     | —      | —                | —                | —                | —                     | —                     | 16                    | 3     | 2     |        |
| 1.ª                                 | 2019-20       | 48            | 21    | 14    | —      | —                | —                | —                | —                     | —                     | 48                    | 21    | 14    |        |
| Total club                          | Total club    | 64            | 24    | 16    | 0      | 0                | 0                | 0                | 0                     | 0                     | 64                    | 24    | 16    |        |
| Houston Dynamo F. C. Estados Unidos |               |               |       |       |        |                  |                  |                  |                       |                       |                       |       |       |        |
| 1.ª                                 | 2020          | 16            | 3     | 1     | —      | —                | —                | —                | —                     | —                     | 16                    | 3     | 1     |        |
| 1.ª                                 | 2021          | 19            | 0     | 0     | —      | —                | —                | —                | —                     | —                     | 19                    | 0     | 0     |        |
| Total club                          | Total club    | 35            | 3     | 1     | 0      | 0                | 0                | 0                | 0                     | 0                     | 35                    | 3     | 1     |        |
| Inter de Miami Estados Unidos       |               |               |       |       |        |                  |                  |                  |                       |                       |                       |       |       |        |
| 1.ª                                 | 2022          | 31            | 4     | 4     | 3      | 2                | 0                | —                | —                     | —                     | 35                    | 6     | 4     |        |
| 1.ª                                 | 2023          | 7             | 0     | 0     | —      | —                | —                | —                | —                     | —                     | 7                     | 0     | 0     |        |
| Total club                          | Total club    | 38            | 4     | 4     | 3      | 2                | 0                | 0                | 0                     | 0                     | 41                    | 6     | 4     |        |
| C. F. Montréal · Canadá             |               |               |       |       |        |                  |                  |                  |                       |                       |                       |       |       |        |
| 1.ª                                 | 2023          | 25            | 1     | 2     | 4      | 1                | 1                | 2                | 0                     | 1                     | 31                    | 2     | 4     |        |
| 1.ª                                 | 2024          | 20            | 3     | 5     | 2      | 0                | 0                | 3                | 0                     | 1                     | 25                    | 3     | 6     |        |
| Total club                          | Total club    | 45            | 4     | 7     | 6      | 1                | 1                | 5                | 0                     | 2                     | 56                    | 5     | 10    |        |
| Chicago Fire Estados Unidos         |               |               |       |       |        |                  |                  |                  |                       |                       |                       |       |       |        |
| 1.ª                                 | 2024          | 7             | 0     | 1     | —      | —                | —                | —                | —                     | —                     | 7                     | 0     | 1     |        |
| Total club                          | Total club    | 7             | 0     | 1     | 0      | 0                | 0                | 0                | 0                     | 0                     | 7                     | 0     | 1     |        |
| Portland Timbers Estados Unidos     |               |               |       |       |        |                  |                  |                  |                       |                       |                       |       |       |        |
| 1.ª                                 | 2025          | 16            | 0     | 1     | 2      | 0                | 1                | 3                | 2                     | 0                     | 21                    | 2     | 2     |        |
| Total club                          | Total club    | 16            | 0     | 1     | 2      | 0                | 1                | 3                | 2                     | 0                     | 21                    | 2     | 2     |        |
| Total carrera                       | Total carrera | Total carrera | 304   | 71    | 40     | 17               | 7                | 2                | 8                     | 2                     | 2                     | 328   | 80    | 44     |
| 1. 2. Fuente:Transfermarkt          |               |               |       |       |        |                  |                  |                  |                       |                       |                       |       |       |        |

### Selección de Costa Rica
Actualizado al último partido jugado el 21 de marzo de 2025.
| Selección               | Año | Eliminatorias | Eliminatorias | Eliminatorias | Continental | Continental | Continental | Mundial | Mundial | Mundial | Amistosos | Amistosos | Amistosos | Total | Total | Total  |
| Selección               | Año | Part.         | Goles         | Asist.        | Part.       | Goles       | Asist.      | Part.   | Goles   | Asist.  | Part.     | Goles     | Asist.    | Part. | Goles | Asist. |
| ----------------------- | --- | ------------- | ------------- | ------------- | ----------- | ----------- | ----------- | ------- | ------- | ------- | --------- | --------- | --------- | ----- | ----- | ------ |
| Absoluta · Costa Rica   |     |               |               |               |             |             |             |         |         |         |           |           |           |       |       |        |
| 2019                    | —   | —             | —             | 2             | 0           | 0           | —           | —       | —       | 3       | 0         | 0         | 5         | 0     | 0     |        |
| 2020                    | —   | —             | —             | —             | —           | —           | —           | —       | —       | 2       | 0         | 0         | 2         | 0     | 0     |        |
| 2021                    | 1   | 0             | 0             | 6             | 1           | 1           | —           | —       | —       | 3       | 0         | 0         | 10        | 0     | 0     |        |
| 2024                    | 2   | 0             | 0             | 7             | 1           | 1           | —           | —       | —       | 2       | 0         | 0         | 11        | 1     | 1     |        |
| 2025                    | 0   | 0             | 0             | 1             | 0           | 1           | —           | —       | —       | 0       | 0         | 0         | 1         | 0     | 1     |        |
| Total                   | 3   | 0             | 0             | 16            | 2           | 3           | 0           | 0       | 0       | 10      | 0         | 0         | 29        | 2     | 3     |        |
| 1. Fuente:Transfermarkt |     |               |               |               |             |             |             |         |         |         |           |           |           |       |       |        |

#### Goles internacionales
| N. | Fecha                   | Sede                       | Rival     | Gol | Resultado | Competición                             |
| -- | ----------------------- | -------------------------- | --------- | --- | --------- | --------------------------------------- |
| 1. | 12 de julio de 2021     | Exploria Stadium, Orlando  | Guadalupe | 2–0 | 3–1       | Copa de Oro de la Concacaf 2021         |
| 2. | 5 de septiembre de 2024 | Estadio Nacional, San José | Guadalupe | 1–0 | 3–0       | Liga de Naciones de la Concacaf 2024-25 |

## Vida privada
Es hijo del exfutbolista estadounidense Roy Lassiter, quién tuvo paso por clubes de Costa Rica como Carmelita, Municipal Turrialba y Alajuelense.